# The Foundling (film 1913 IMP)
The Foundling è un cortometraggio muto del 1913: Il nome del regista non viene riportato nei credit del film, prodotto dalla IMP di Carl Laemmle.

## Produzione
Il film fu prodotto dall'Independent Moving Pictures Co. of America (IMP).

## Distribuzione
Distribuito dall'Universal Film Manufacturing Company, il film - un cortometraggio in una bobina - uscì nelle sale cinematografiche USA il 14 gennaio 1913.